# Arsenale della Repubblica (Amalfi)
L'arsenale della Repubblica è un arsenale marittimo volto alla produzione e riparazione delle galee dell'antica Repubblica di Amalfi. Oggi è uno spazio espositivo e museale di Amalfi.

## Storia
Conosciuto dal 1029 col termine arabo àrsena o arsìna, e dal  XIII secolo come tarsienàtus, fu l'arsenale della Repubblica di Amalfi. Del complesso rimangono due corsie delle tre iniziali, soprattutto a causa di una tempesta che interessò la zona il 25 novembre 1343 ma anche per questioni di viabilità.
Con il declino delle attività cantieristiche, l'arsenale fu successivamente utilizzato per diversi scopi. Nel 1934 ci fu un primo recupero teso e recuperare la fruizione pubblica dell'edificio per manifestazioni ed esposizioni artistiche, ma è nel 2010 che l'arsenale accolse gran parte delle collezioni del museo della Bussola e del Ducato marinaro.